# Jerry Sitoe
Jerry Sitoe est un footballeur mozambicain né le 23 novembre 1990 à Maputo. Il évolue au poste d'attaquant à l'UT Arad.

## Carrière
- 2007-2010 : Clube Ferroviário de Maputo ( Mozambique)
- 2010-2011 : Liga Muçulmana ( Mozambique)
- Juillet 2011-Décembre 2011 : Académica Coimbra ( Portugal)
- Janvier 2012-201. : → UT Arad ( Roumanie)[1],[2]

## Palmarès
- Champion du Mozambique en 2008, 2009 et 2011
- Vainqueur de la Coupe du Mozambique en 2009
- Vainqueur de la Supercoupe du Mozambique en 2009